# Dolmen von Trainel

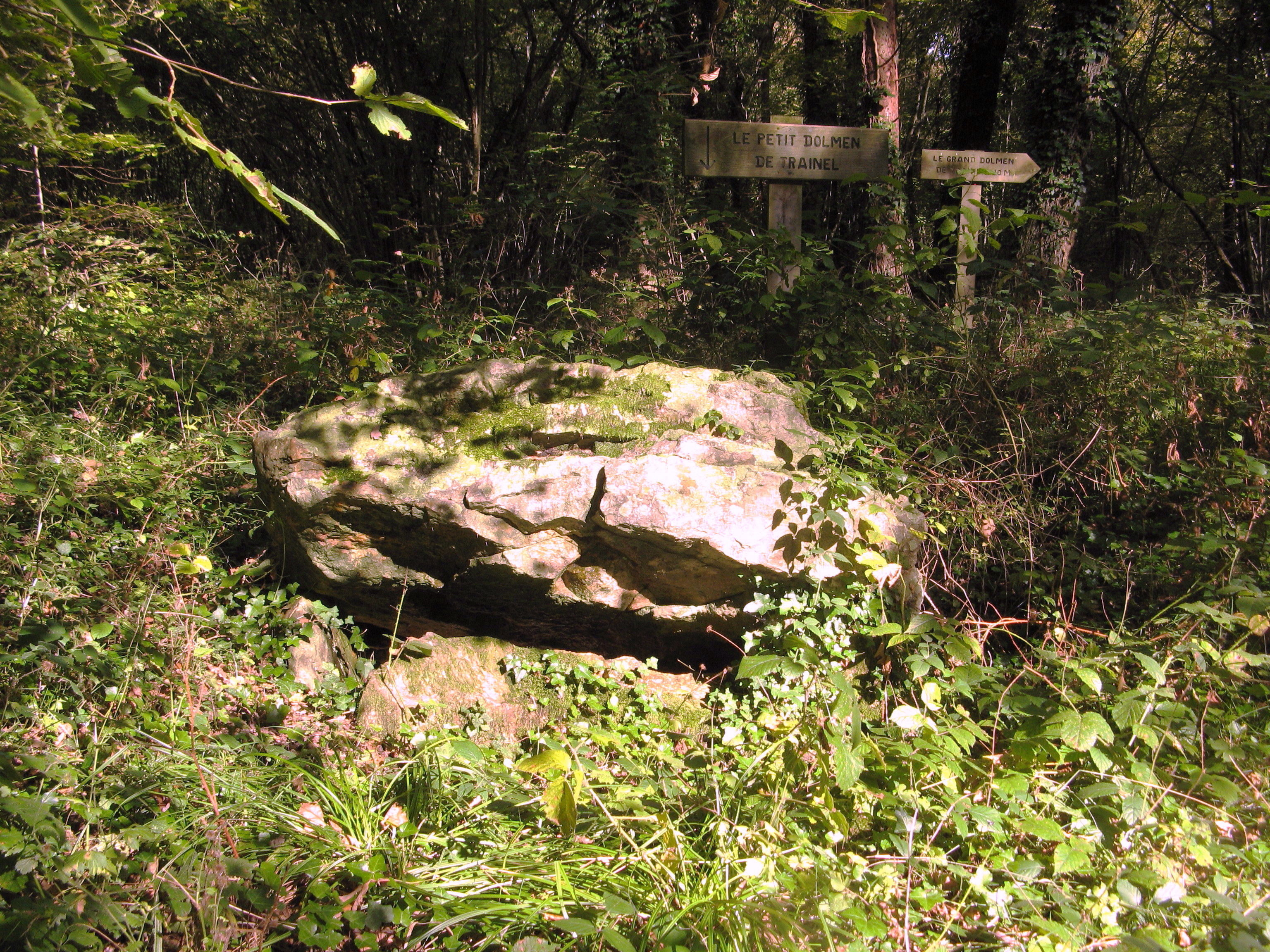
Petit Dolmen von Trainel

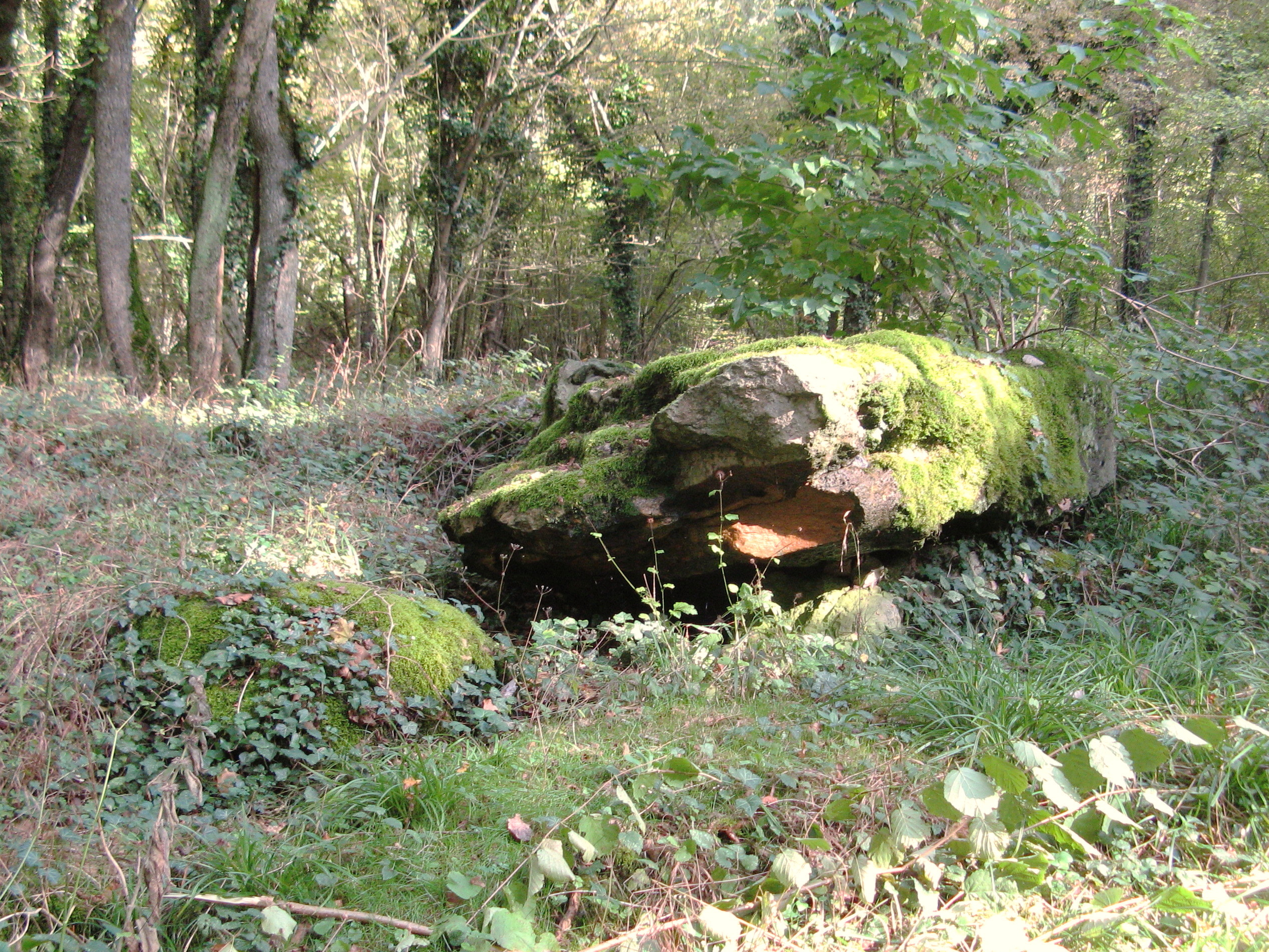
Grand Dolmen von Trainel

Die beiden Dolmen von Trainel (Grand und petit dolmen de Trainel) liegen etwa 10 m voneinander entfernt auf einer Lichtung im Wald von Trainel, dem Nordteil des Waldes von Vauluisant, südwestlich von Saint-Maurice-aux-Riches-Hommes im äußersten Norden des Département Yonne in Frankreich. Dolmen ist in Frankreich der Oberbegriff für neolithische Megalithanlagen aller Art (siehe: Französische Nomenklatur).
Die einfachen Dolmen (französisch Dolmen simple) liegen in den Resten kleiner Hügel an einem Westhang in der Mitte des Waldes. Der kleine Dolmen besteht aus einer 1,7 m langen Sandsteinplatte, die teilweise auf zwei Tragsteinen ruht und eine kleine Kammer bildet. Der große besteht aus einem 2,3 m langen Deckstein, der auf auch zwei Tragsteinen ruht und von mehreren Sandsteinblöcken umgeben ist. Darunter befindet sich eine etwa 2,0 m lange und 1,0 m breite Kammer.
Die erste detaillierte Beschreibung der Dolmen stammt aus dem Jahre 1915, obwohl sie vorher bekannt waren. Nach einer heimlichen Ausgrabung durch Schulkinder in Begleitung ihres Lehrers gerieten sie ab 1927 in Vergessenheit. 1991 wurden sie nach Recherchen lokaler Historiker wiederentdeckt.
Sie sind seit 1922 als Monument historique registriert.
In der Nähe liegt der Dolmen von Lancy.